# Береснев, Александр Васильевич
Александр Васильевич Береснев (29 августа 1929, Тюменская область — 1 мая 2011, Харьков) — советский и украинский ученый-хирург. Доктор медицинских наук (1971), профессор (1972), профессор Харьковского национального медицинского университета. Лауреат Государственной премии Украины в области науки и техники (2008).

## Биография
Родился в селе Пинигино. Окончил Куйбышевский медицинский институт (1953). В 1953-65 гг. на службе в армии, врач полка.
В 1956—1970 гг. ассистент кафедры хирургии Харьковского медицинского института. В 1970—1976 гг. заместитель директора по науке Харьковского научно-исследовательского института общей и неотложной хирургии. В 1976—1996 гг. заведующий кафедрой общей хирургии № 2 Харьковского национального медицинского университета, затем до конца жизни её профессор; во главе кафедры его преемником стал его же ученик профессор Сипливый Василий Алексеевич. Под его началом подготовлены 22 кандидата и два доктора наук.
Член Всесоюзного общества сорбционных методов детоксикации.
В 1969 г. защитил докторскую диссертацию «Влияние некоторых оперативных вмешательств на функцию и регенерацию нормальной и патологически измененной печени».
Автор более 400 научных трудов, в том числе 5 монографий.
Его сын Сергей Береснев (род. 1955) также стал доктором медицинских наук.

## Монографии
- «Сорбционные методы лечения печеночной недостаточности» (1984)
- «Функциональное состояние почек при острой патологии органов брюшной полости» (1985)
- «Хірургічне лікування і профілактика ускладнень цирозу печінки» (1988)
- «Декомпенсований цироз печінки» (2006)
- «Дистальный спленоренальный венозный шунт: клинические патофизиологические последствия, прогнозирование исходов операций» (2007)